# 匈牙利防禦
匈牙利開局是國際象棋的一種開局方式，屬開放性開局走法為：
1.e4 e5 2.Nf3 Nc6 3.Bc4 Be7 。 